# Kreditsubstitut
Als Kreditsubstitute (oder Kreditsurrogate) werden in der Bankbetriebslehre und im Finanzwesen Finanzierungsinstrumente verstanden, die an Stelle eines Bankkredits zur Finanzierung in einem Unternehmen dienen.

## Allgemeines
Kreditsubstitute sind Finanzierungsinstrumente der Außenfinanzierung und versorgen ein Unternehmen mit Liquidität, ohne dass bei ihm bilanzwirksames Fremdkapital entsteht. Sie bilden eine Alternative zur Kreditfinanzierung. Kreditsubstitute stellen im Rahmen der Absatzfinanzierung diejenigen Finanzierungsmittel dar, welche die klassischen Kreditarten des Kreditgeschäfts der Kreditinstitute ersetzen.

## Bankbetriebslehre
In der Bankbetriebslehre werden die Kreditsurrogate umfassend untersucht. Ein wesentliches Kompendium ist in diesem Zusammenhang das von Karl-Friedrich Hagenmüller erstmals 1987 erschienene Buch. Die Analyse erstreckt sich insbesondere darauf, dass ein Kreditsubstitute nachfragendes Unternehmen durch diese Finanzierungsform nicht seine Bilanz durch Aufnahme von Fremdkapital belasten möchte, sondern eine bilanzexterne Finanzierung sucht, die durch Kreditsubstitute gewährleistet wird. Im Regelfall einer klassischen Finanzierung weist der Kreditgeber eine Forderung auf der Aktivseite seiner Bilanz und der Kreditnehmer eine korrespondierende Verbindlichkeit auf der Passivseite seiner Bilanz aus. Wird diese Verbindlichkeit jedoch von einem Dritten – der aber nicht Zahlungsempfänger des Kredites sein muss – getragen und bilanziert, so liegt eine außerbilanzielle Finanzierung vor. Bilanzexterne Finanzierung ist deshalb eine bilanzneutrale Finanzierung, die von vorneherein stattfinden kann wie bei Projektfinanzierungen über Projektgesellschaften oder Spezialfinanzierungen über Zweckgesellschaften oder nachträglich durch Ausgliederung aus der Bilanz wie bei Factoring oder Sale-Lease-Back.
Ein weiteres Motiv für Kreditsubstitute ist das seit Basel II verschärfte Bankenaufsichtsrecht, das zu einem restriktiveren Kreditgeschäft bei Kreditinstituten geführt hat. Ausgangspunkt ist das am Kreditrisiko der Bank orientierte Kreditrating für Kreditnehmer, das Kreditinstitute dazu zwingt, eine genau ermittelte Risikoprämie in die Kreditmarge einzubeziehen.

## Arten
Es gibt folgende Arten von Kreditsubstituten:
| Finanzintermediär              | Kreditsubstitute            |
| ------------------------------ | --------------------------- |
| Conduits, Zweckgesellschaften  | Asset Backed-Finanzierungen |
| Nichtbanken                    | Contracting                 |
| Finanzdienstleistungsinstitute | Factoring                   |
| Zwischenhändler                | Finetrading                 |
| Finanzdienstleistungsinstitute | Forfaitierung               |
| Nichtbanken                    | Franchising                 |
| Kunde                          | Kundenkredit                |
| Nichtbanken                    | Leasing                     |
| Lieferanten                    | Lieferantenkredit           |
| Finanzdienstleistungsinstitute | Venture Capital             |
| Conduits, Zweckgesellschaften  | Verbriefung                 |
| Finanzdienstleistungsinstitute | Wareneinkaufsfinanzierung   |
| Kreditversicherungen           | Warenkreditversicherung     |
| Conduits, Zweckgesellschaften  | Wiederverbriefung           |

Sie alle haben gemeinsam, dass sie nicht in der Bilanz desjenigen Unternehmens erscheinen, das diese Arten nachfragt. Es handelt sich deshalb aus Sicht der Nachfrager um eine bilanzexterne Finanzierung. Hagenmüller zählt Venture Capital und Verbriefung zu den „modernen“ Kreditsurrogaten. Sie alle werden von Nichtbanken nachgefragt.
Auch Lieferantenkredite und Anschreibenlassen werden zuweilen zu den Kreditsurrogaten gerechnet, weil der Käufer keinen Konsumkredit bei einem Kreditinstitut aufnehmen muss.

## Rechtsfragen
Kreditsubstitute gelten als Bankgeschäfte im Sinne des § 1 Abs. 1 Nr. 2 KWG, denn sie gehören zu den Kreditgeschäften. Viele der Kreditsubstitute werden jedoch nicht von Kreditinstituten, sondern von eigenständigen Unternehmen (etwa Factor-Unternehmen) gewerblich angeboten. Um auch sie unter Bankenaufsicht zu stellen, gehören sie entweder gemäß § 1 Abs. 1a KWG zu den Finanzdienstleistungsinstituten oder gemäß § 1 Abs. 3 KWG zu den Finanzunternehmen.

## Wirtschaftliche Aspekte
Bei Kreditsubstituten handelt es sich um Substitutionsgüter, die außerhalb des Bankenmarkts in Substitutionskonkurrenz zu Bankkrediten stehen. Dies liegt daran, dass Kreditsubstitute zwar wie Kredite wirken (sie führen Liquidität zu), aber keine Kredite sind (sie bewirken keine Erhöhung der Schulden). Bilanziell führen sie lediglich einen Aktivtausch oder eine Bilanzverkürzung herbei. Da Kreditsubstitute häufig nicht von Kreditinstituten, sondern von anderen Intermediären angeboten werden, liegt bei der Nachfrage eine Disintermediation vor.
Werden Kreditsubstitute von Kreditinstituten angeboten, gehören sie zur Produktgruppe des Indifferenzgeschäfts, das Provisionen auslöst. Kreditinstitute selbst nutzen Hagenmüller zufolge im Eigenhandel ebenfalls Kreditsubstitute, die er „Ersatzdebitoren“ nennt und als Geldanlagen der Banken dienen, wenn die Überschussreserve nicht auf dem Kreditmarkt wegen fehlender Kreditnachfrage untergebracht werden kann. Solche Ersatzdebitoren sind unter anderem Geldmarktpapiere oder Rentenpapiere.

## Abgrenzung
Kreditsubstitute dürfen nicht mit Kreditderivaten verwechselt werden. Letztere gehören zu den Derivaten, also vom Kassageschäft abgeleitete Finanzkontrakte über einen bestimmten Basiswert mit einer Laufzeit von mehr als zwei Bankarbeitstagen.